# Verónica Sánchez
Verónica Sánchez Calderón (Sevilla, 1 de julio de 1977) es una actriz de cine, teatro y televisión española conocida principalmente por sus interpretaciones en las series de televisión Los Serrano (2003-2006) como Eva Capdevila, Sin identidad (2014-2015) como Amparo Duque, El embarcadero (2019-2020) como Alejandra Leiva y Sky Rojo (2021-2023) como Coral. Además de haber recibido tres nominaciones en los Premios Goya por sus papeles en las películas Al sur de Granada (2003), Camarón (2005) y Gordos (2009).
Fan acérrima del Grunge.

## Biografía

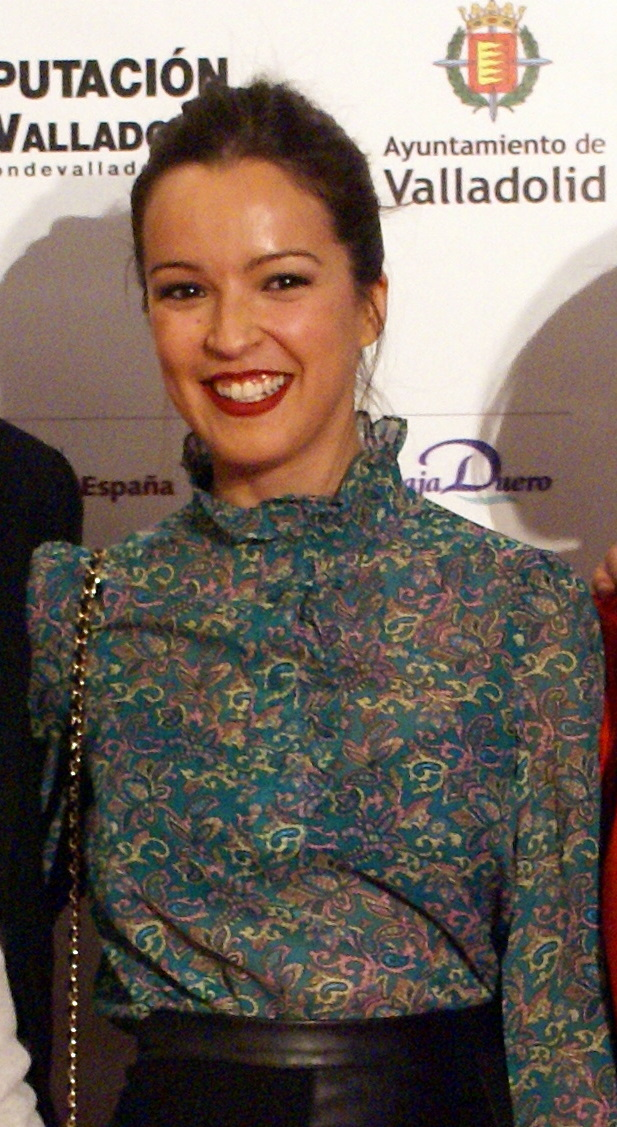
Verónica Sánchez en 2011

Sánchez dejó su ciudad natal para trasladarse a Madrid y estudiar Arte Dramático, compartiendo piso con el también actor Félix Gómez. Mientras era estudiante realizó actuaciones esporádicas en obras de teatro, como por ejemplo en Bodas de sangre de Lorca.
Fue candidata al Premio Goya a la mejor actriz revelación por su actuación en Al sur de Granada (2003, Fernando Colomo), donde interpretaba a Juliana, una joven que queda embarazada del escritor Gerald Brenan (interpretado por Matthew Goode). Más tarde fue contratada por el director de casting Luis San Narciso para Los Serrano (Telecinco, 2003-2008) para dar vida a Eva, la hija mayor de Lucía (Belén Rueda), profesora que se reencuentra con su primer amor y decide casarse e irse a vivir con él; su personaje acaba enamorándose de su hermanastro Marcos (Fran Perea) y acaban saliendo en la vida real durante 3 años (2003-2006).
En 2004 protagonizó, junto a su excompañero de piso Félix Gómez, una comedia titulada El año de la garrapata. A este papel le siguió Sara, una estudiante de universidad virgen que se integraba en un grupo de rock llamado Las Siux y que tocaba en una conocida discoteca el 23-F de 1981. La película se llamaba El Calentito y reincidía en su perfil de pequeña-grande que perdía su inocencia, se incorporaba al mundo real y tomaba sus propias decisiones, siguiendo un criterio propio. Antes del estreno de este filme, interpretó en Camarón a La Chispa, mujer de Camarón de la Isla. Para abordar su papel Verónica se entrevistó con la auténtica Dolores Montoya. Por su interpretación fue nominada al Premio Goya a la mejor interpretación femenina de reparto. Apenas concluido ese rodaje, Verónica se incorporó a la grabación de Los 2 lados de la cama, en la que encarnaba a Marta, una mujer que abandona a su prometido para iniciar una relación lésbica. Lucía Jiménez, Guillermo Toledo, Ernesto Alterio, Alberto San Juan, Pilar Castro y María Esteve la acompañaban en una comedia musical en la que su personaje se sentía poco amada por su novia y a la que le concedía al final de la función la libertad afectiva.
En 2006 se unió al elenco de Mia Sarah, donde tuvo de compañeros de reparto a Daniel Guzmán, Fernando Fernán Gómez, Manuel Lozano y Phyllida Law. Al final del año recibió una candidatura a las medallas del círculo de escritores cinematográficos por Mia Sarah (2006). Debido a sus compromisos cinematográficos, Verónica dejó durante un tiempo Los Serrano. Ese mismo año protagonizó la primera temporada de Génesis: En la mente del asesino donde interpretó a una psicóloga criminalista y aceptó un papel en Las 13 rosas (2007) de Emilio Martínez-Lázaro.
En 2009 participó en la película Gordos de Daniel Sánchez Arévalo, por la cual fue nominada nuevamente en los Premios Goya. En 2011 participó en la coproducción española-chileno-mexicana La lección de pintura, interpretando el papel de Elvira, una joven del sur de Chile cuyo hijo tiene un excepcional talento para la pintura. En 2013, fichó por la serie diaria Gran Reserva: El origen que se emitió en La 1 y en la que dio vida a Sofía Reverte. En 2014 se unió al reparto de la serie de Antena 3 Sin identidad, en la que dio vida a Amparo y compartió plató con intérpretes como Megan Montaner o Miguel Ángel Muñoz, durante las dos temporadas de la serie. En 2015 protagonizó la serie El Caso: Crónica de sucesos con el papel de Clara López Dóriga en la nueva serie de prime-time de Televisión Española.
En 2017 formó parte del reparto de la serie de Bambú Producciones para Antena 3 Tiempos de guerra y al año siguiente comenzó a rodar El embarcadero, serie original de Movistar+ en la que dio vida a Alejandra y compartió protagonismo con Álvaro Morte e Irene Arcos durante sus dos temporadas. En 2020 se unió al rodaje de la nueva serie de Netflix de los creadores de La casa de papel, Sky Rojo, donde interpretó a una de sus protagonistas durante sus dos temporadas, emitidas en marzo y julio de 2021.
En agosto de 2023 se confirma que ficha por Ángela de Atresplayer junto con Daniel Grao.
A finales de enero de 2024 se anuncia que forma parte del reparto de La Favorita 1922, nueva serie de Telecinco junto con Luis Fernández, Andrea Duro, entre otros.

## Filmografía

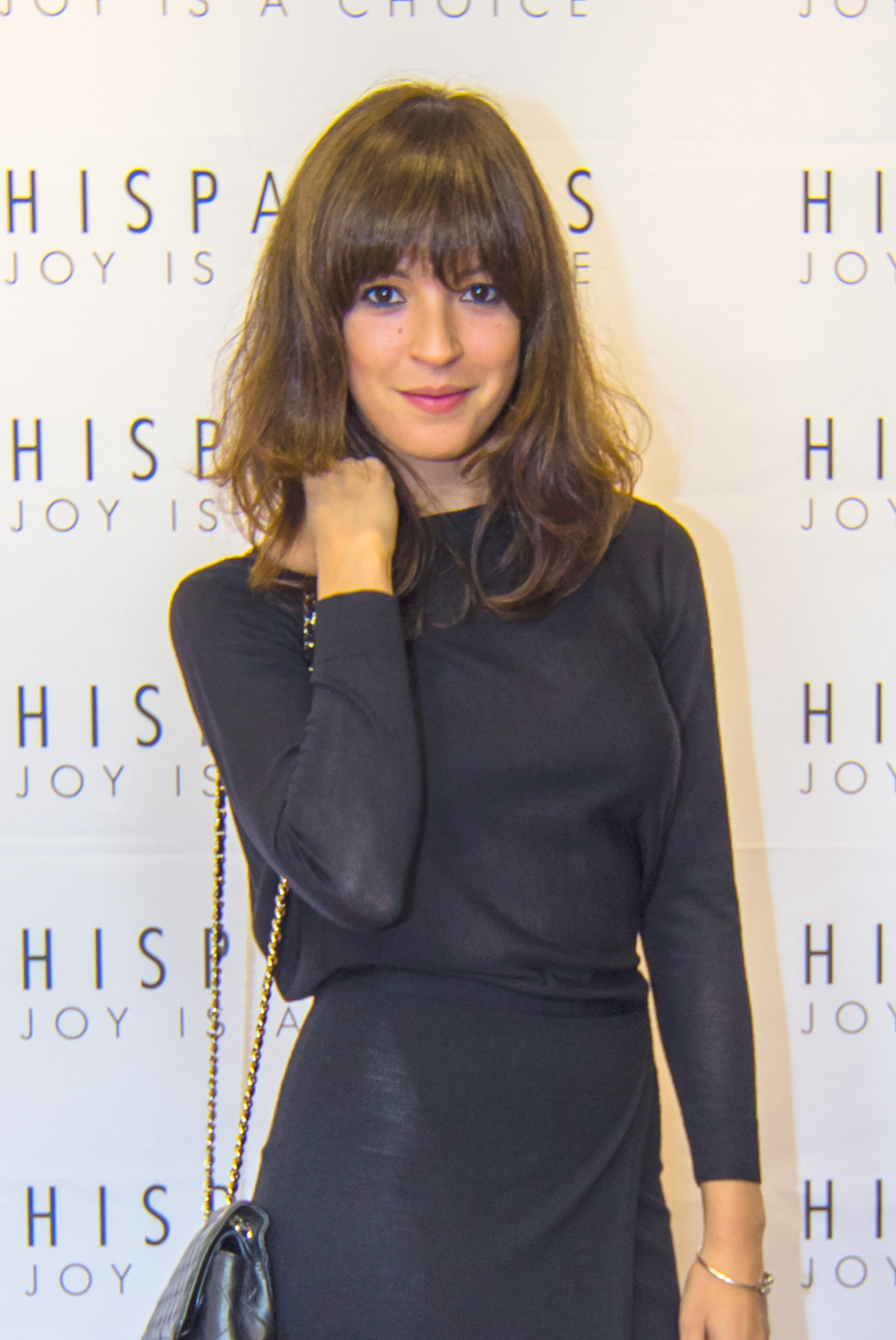
Verónica Sánchez en 2016

### Cine
| Año  | Título                 | Director               | Personaje |
| ---- | ---------------------- | ---------------------- | --------- |
| 2003 | Al sur de Granada      | Fernando Colomo        | Juliana   |
| 2004 | El año de la garrapata | Jorge Coira            | Ana       |
| 2005 | El Calentito           | Chus Gutiérrez         | Sara      |
| 2005 | Camarón                | Jaime Chávarri         | La Chispa |
| 2005 | Los 2 lados de la cama | Emilio Martínez Lázaro | Marta     |
| 2006 | Mia Sarah              | Gustavo Ron            | Marina    |
| 2007 | Las 13 rosas           | Emilio Martínez Lázaro | Julia     |
| 2009 | Gordos                 | Daniel Sánchez Arévalo | Paula     |
| 2010 | Zenitram               | Luis Barone            | Laura     |
| 2011 | La lección de pintura  | Pablo Perelman         | Elvira    |
| 2012 | La montaña rusa        | Emilio Martínez Lázaro | Ada       |

### Televisión
| Año             | Título                           | Personaje               | Notas                                           |
| --------------- | -------------------------------- | ----------------------- | ----------------------------------------------- |
| 2003-2005       | Los Serrano                      | Eva Capdevila Gómez     | Elenco principal; 68 episodios (temporadas 1-5) |
| 2006            | Génesis: en la mente del asesino | Lola Casado             | Elenco principal; 9 episodios (temporada 1)     |
| 2011; 2018-2019 | 14 de abril. La República        | Alejandra Prado         | Elenco principal; 30 episodios                  |
| 2013            | Gran Reserva: El origen          | Sofía Ruiz              | Elenco principal; 82 episodios                  |
| 2014-2015       | Sin identidad                    | Amparo Duque Expósito   | Elenco principal; 23 episodios                  |
| 2016            | El Caso: Crónica de sucesos      | Clara López-Dóriga      | Elenco principal; 13 episodios                  |
| 2017            | Tiempos de guerra                | Pilar Muñiz de Soraluce | Elenco principal; 13 episodios                  |
| 2019-2020       | El embarcadero                   | Alejandra Leiva         | Elenco principal; 16 episodios                  |
| 2021-2023       | Sky Rojo                         | Coral                   | Elenco principal; 24 episodios                  |
| 2024            | Ángela                           | Ángela Rekarte Tomasena | Protagonista; 6 episodios                       |
| 2025            | La Favorita 1922                 | Elena de Valmonte       | Elenco principal                                |
| 2025            | Atasco                           | Raquel                  | 1 Episodio                                      |

### Cortometrajes
| Año  | Título    | Director                  | Personaje      |
| ---- | --------- | ------------------------- | -------------- |
| 2004 | Mirados   | Julio Fraga               | Verónica       |
| 2009 | La moneda | Sheila Eva Oves           | Mamá de Guille |
| 2013 | Nana      | Alberto Santaella Gallego | Marta          |
| 2016 | Naturales | David Ulloa               | Esther         |

### Otros
- Anuncios publicitarios para Canal Sur, Partido Andalucista y Tampax.
- Participación en el videoclip de Fran Perea de la canción de Fran Perea "La chica de la habitación de al lado".

## Premios y candidaturas
Premios Goya
| Año  | Categoría                                | Película          | Resultado |
| ---- | ---------------------------------------- | ----------------- | --------- |
| 2003 | Mejor actriz revelación                  | Al sur de Granada | Nominada  |
| 2006 | Mejor interpretación femenina de reparto | Camarón           | Nominada  |
| 2010 | Mejor interpretación femenina de reparto | Gordos            | Nominada  |

Medallas del Círculo de Escritores Cinematográficos
| Año  | Categoría               | Película  | Resultado |
| ---- | ----------------------- | --------- | --------- |
| 2006 | Mejor actriz            | Mia Sarah | Nominada  |
| 2009 | Mejor actriz secundaria | Gordos    | Nominada  |

Premios EñE de la TV
| Año  | Categoría                                | Película           | Resultado |
| ---- | ---------------------------------------- | ------------------ | --------- |
| 2014 | Mejor interpretación femenina de reparto | Sin identidad (T1) | Nominada  |
| 2015 | Mejor interpretación femenina de reparto | Sin identidad (T2) | Nominada  |

Premios Feroz
| Año  | Categoría                              | Serie                       | Resultado |
| ---- | -------------------------------------- | --------------------------- | --------- |
| 2017 | Mejor Actriz protagonista en una serie | El caso: crónica de sucesos | Nominada  |

Premio de la Unión de Actores y Actrices
| Año  | Categoría                                                          | Serie             | Resultado |
| ---- | ------------------------------------------------------------------ | ----------------- | --------- |
| 2003 | Premio de la Unión de Actores a la mejor actriz revelación         | Al sur de Granada | Nominada  |
| 2010 | Premio de la Unión de Actores a la mejor actriz secundaria de cine | Gordos            | Ganadora  |

Otros
| Año  | Categoría                                     | Película          | Resultado |
| ---- | --------------------------------------------- | ----------------- | --------- |
| 2003 | Premio ACE a la mejor interpretación femenina | Al sur de Granada | Nominada  |
| 2009 | Premio Talento Mediterráneo                   | Trayectoria       | Ganadora  |
| 2012 | Premio Talento Muestra de cine de Fuengirola  | Trayectoria       | Ganadora  |